# El caso Galton
El caso Galton es un libro de Ross Macdonald del año 1959: junto a El martillo azul es una de sus obras más destacadas.

## Argumento
La anciana y millonaria señora Galton está al borde de la muerte, pero antes manda que investiguen la desaparición de su hijo 20 años atrás, el encargado de esto Lew Archer, personaje que aparecería en El martillo azul.
El obstinado detective va tirando del hilo y viaja a San Francisco donde encuentra un esqueleto sin cabeza, en Reno recibe una brutal paliza y lo que parecía un caso sencillo se va complicando.
Al parecer Anthony Galton se alejó de su acaudalada familia para dedicarse a la poesía y vivir como un beatnik con su nueva esposa, pero encontró un trágico final.
Archer va entrevistando a diferentes personas que le conducen a una revelación: puede que Anthony Galton este muerto, pero tuvo un hijo, que se convertiría en el heredero de la cuantiosa fortuna de su abuela.
Archer encuentra al muchacho y queda impresionado con el parecido físico que muestra con la foto de Anthony Galton que obtuvo en la mansión Galton, pero desconfía, hay demasiado dinero en juego.
El ayudante del abogado de la señora Galton ha sido asesinado y Archer no cree que eso haya sido una coincidencia.
Cuando la anciana conoce al que parecer ser su nieto se queda fascinada por su encanto y cambia el testamento para legarle su fortuna, eso molesta a su médico personal que esperaba conseguir ese dinero para una asociación médica de cardiología.
El doctor contrata a Archer para que investigue el pasado del chico, quien dice haberse criado en un orfanato, pero los archivos de dicha institución se quemaron en un incendio.

## Influencia
Esta novela influyó al autor americano Jerome Charyn para comenzar a escribir su serie "The Isaac Quartet", cuya primera novela fue Blue Eyes publicada en 1974. Charyn escribió que admira el estilo de Ross Macdonald donde nada es superfluo: paisaje, lenguaje, personajes, están conectados.